# إدي برايس
إدي برايس (بالإنجليزية: Eddie Price)‏ هو لاعب كرة قدم أمريكية أمريكي، ولد في 2 سبتمبر 1925 في نيو أورلينز في الولايات المتحدة، وتوفي بنفس المكان في 21 يوليو 1979 بسبب نوبة قلبية.

## وصلات خارجية
- إدي برايس على موقع مرجع كرة القدم المحترفة.كوم (الإنجليزية)
- إدي برايس على موقع قاعة لويزيانا للمشاهير الرياضية (الإنجليزية)